# بيل ماكديرموت
بيل ماكديرموت (بالإنجليزية: Bill McDermott)‏ هو رائد أعمال أمريكي، ولد في 18 أغسطس 1961 في نيويورك في الولايات المتحدة.
في نهاية أكتوبر 2019 أعلنت شركة سرفس ناو تعيينه كرئيس تنفيذي في نهاية عام 2019 خلفا لـجون دوناهو.  وأشار بيل ماكديرموت آنذاك إلى أن "قوة الشركة في الحوسبة السحابية وبرامج المؤسسات ، والتحدي المتمثل في بناء شركة أكثرنشاطا " هي الأسباب التي دفتعه للانضمام إلى سرفس ناو كرئيس تنفيذي.

## روابط خارجية
- بيل ماكديرموت على موقع مونزينجر (الألمانية)